# Thernberg
Thernberg ist eine Ortschaft und eine Katastralgemeinde der Gemeinde Scheiblingkirchen-Thernberg im Bezirk Neunkirchen in Niederösterreich.

## Geografie
Der Ort im Schlattental liegt unterhalb einer weithin sichtbaren Burgruine Thernberg. Zur Ortschaft zählen weiters die Ortsteile Arzberg, Außerschildgraben, Breitenstein, Eichberg, Grub, Hart, Innerschildgraben, Kreuth, Miesleiten, Neustift, Ofenbachgraben, Ofenberg, Ruine Thernberg, Schlag, Stanghof, Steinhof, Stögersbach, Unterbromberg, Urbach, Weingart und Zaunegg.

## Geschichte
Gesicherte Nennungen von Thernberg stammen aus der Mitte des 12. Jahrhunderts, früheren Erwähnungen des Ortes Termbehrc in Urkunde Ludwigs des Deutschen von 860 können nach derzeitigem Wissensstand nicht eindeutig dem Ort Thernberg zugeordnet werden: Die damals bekundete Weihe einer Laurentius-Kirche im Jahr 865 steht nicht im Einklang zur im 12. Jahrhundert errichteten Pfarrkirche von Thernberg.
Die Herren von Thernberg, ursprünglich Ministerialen aus der Grafschaft Pitten, erschlossen und besiedelten die Gegend. In einer Traditionsnotiz des Stiftes Reichersberg wird 1144 und 1158 ein Rapoto von Thernberg genannt. Später wird über dem Ort die Burg errichtet, die mit Vorburg und Hauptburg, dem imposanten Bergfried, den Wohnbauten und einer Burgkapelle sehr modern ausgeführt wurde.
Um 1310 kaufte König Friedrich der Schöne die Herrschaft und nach mehreren Besitzerwechseln erwarben im frühen 16. Jahrhundert die Freiherren von Thronradl die Herrschaft, die unterhalb der Hochburg das Schloss erbauen ließen. Als evangelische Adelige gerieten sie bald in Konflikte, die 1620 zur Ächtung und zum Entzug der Güter führten. Einzig Thernberg blieb den Thronradls erhalten. Erst im 18. Jahrhundert erwirkte die Familie Menshengen, 1712 bis 1791 im Besitz von Thernberg, wieder einen Aufschwung, wodurch das Dorf 1715 zum Markt erhoben wurde.
1807 erwarb Erzherzog Johann die Herrschaft und verhalf dem Ort zu einer weiteren Blüte. Er stattete das Schloss mit großen Teilen seiner berühmten Gemäldesammlung aus, die später den Grundstock des neu gegründeten Joanneums in Graz darstellten. 1828 verkaufte Erzherzog Johann die Herrschaft an Fürst Johann I. von Liechtenstein und übersiedelte in die Steiermark. Damit begann der allmähliche Verfall der anlagen, da die Liechtenstein bereits mit Seebenstein über  einen Wohnsitz in der Gegend verfügten.
Laut Adressbuch von Österreich waren im Jahr 1938 in der Marktgemeinde Thernberg ein Arzt, ein Verkehrsunternehmer, ein Bäcker, ein Fleischer, zwei Gastwirte, drei Gemischtwarenhändler, ein Kaffeehaus, zwei Landesproduktehändler, eine Mühle, ein Sägewerk, ein Schmied, ein Schneider und zwei Schneiderinnen, zwei Schuster, zwei Tischler, ein Wagner und ein Landwirt mit Direktvertrieb ansässig.
1971 wurden die Gemeinden Thernberg und Scheiblingkirchen zur Marktgemeinde Scheiblingkirchen-Thernberg zusammengelegt und zugleich das Marktrecht von Thernberg auf Scheiblingkirchen übertragen.

## Öffentliche Einrichtungen
In Thernberg befindet sich ein Kindergarten.

## Sehenswürdigkeiten

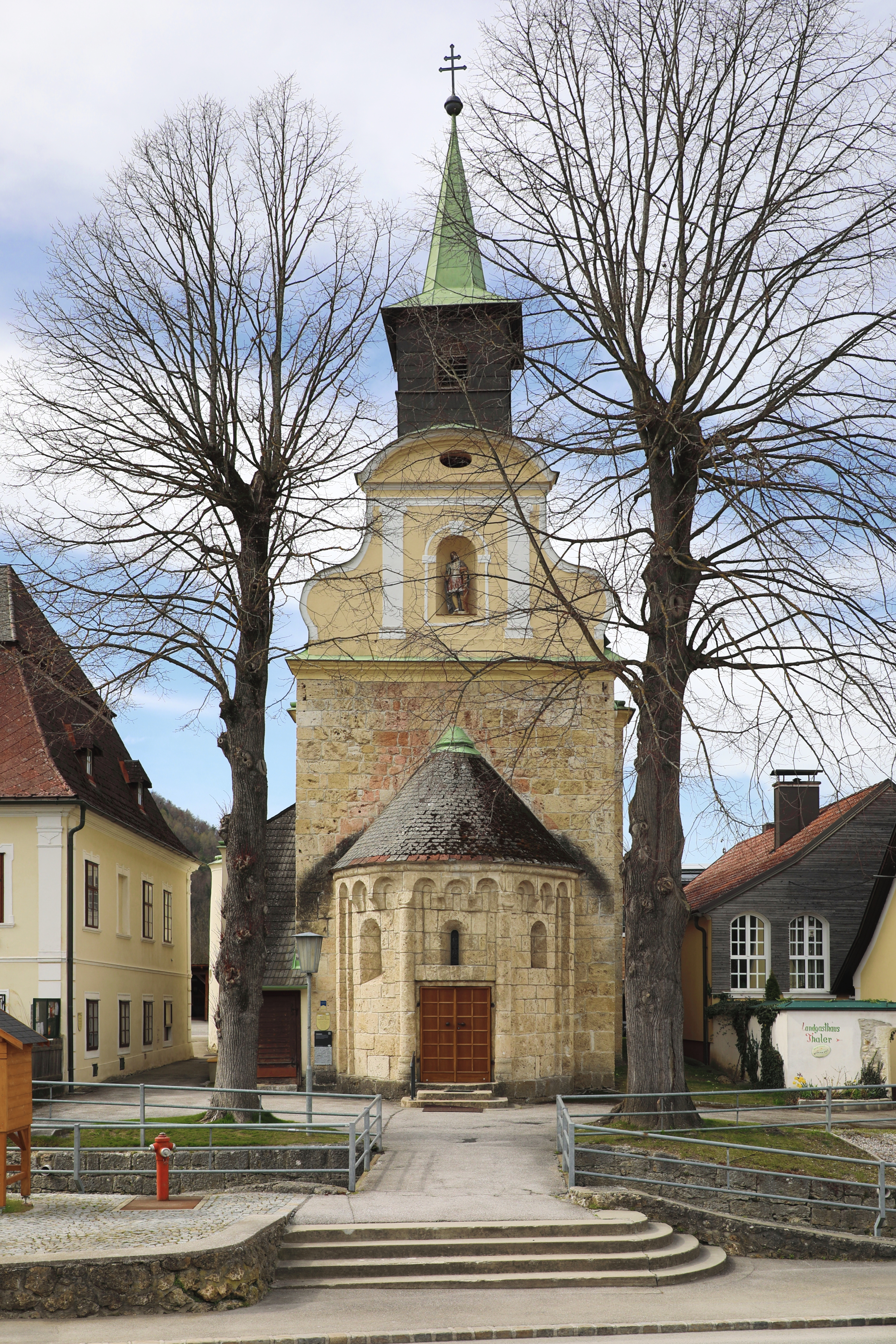
Pfarrkirche von Thernberg

- Ruinen Thernberg, die Burg und das Schloss
- Pfarrkirche Thernberg
- Thernberger Madonna, eine Sandsteinfigur, die sich heute im Wiener Diözesanmuseum befindet

## Persönlichkeiten
- Gundaker von Thernberg (verst. um 1350), bekannt als „Pfaffe vom Kahlenberg“, Priester und Dichter